# 周秀文
周秀文（1961年7月9日—2024年9月18日），出生于印度尼西亚雅加达，是美滿電子（Marvell）联合创始人，曾任該公司的首席执行官兼董事。 

## 生平
周秀文生于印度尼西亚的一个印度尼西亞華人家庭。他很早就对电子学感兴趣。13岁时周秀文成为一名经认证的无线电维修技师。 
1980年，周秀文来到美国，在爱荷华州立大学获得了电子工程学士学位。他还拥有加州大学伯克利分校的电子工程和计算机科学的硕士和博士学位。在加州大学伯克利分校讀書时，周秀文在學校电梯里認識了戴偉立。後來兩人結婚。
周秀文曾就职于八乘八電子股份 。1995年，他与妻子戴偉立等人共同创立了Marvell。 
周秀文個人拥有440多项专利，是电气电子工程师学会会员。 